# Boelhe
Pour la section de commune belge, voir Boëlhe.
Boelhe est une paroisse civile portugaise (en portugais : freguesia) de la municipalité de Penafiel, dans le district de Porto.
Lors du recensement de 2021, Boelhe compte 1 532 habitants.
L'église São Gens de Boelhe remonterait au XIIIe siècle. Elle est classée monument national depuis 1927.